# ロイヤリティフリー
ロイヤリティフリー（royalty-free）とは、事前に取り決められた使用許諾範囲内であれば、知的所有権に関する追加の使用料（ロイヤルティー）の発生が免除されている著作物や技術のこと。
従来写真等に対して使われる用語であったが、最近はオープンソースソフトウェアや、オープン標準として定められた標準技術の利用に際する用語としても使われる。

## 画像・写真の場合
従来は主にストック写真に対して使われてきたが、最近では写真だけでなく、イラストや動画などの素材集でも同ライセンスを適用したものが普及してきている。ただし、ロイヤリティフリー作品を自由に使ってよいのは購入した事業者（会社または個人）本体の業務としてだけで、画像データを他人に貸したり売却・譲渡はできない。
一度画像データを購入してしまえば、そのあとは何度でも使用可能であるというのが一般的に理解されているところであるが、厳密には広告用途での使用に限られているものや、利用者数に制限があるものが多くフリーという言葉から連想される『なんでもあり』というものではない。厳密に規定された業界標準的なルールの整備はこれからの課題であるが、利用者には商品に添付される利用許諾書に書かれている制約事項を確認することが求められる。